# Camera dei rappresentanti dell'Arizona
La Camera dei rappresentanti dell'Arizona è, insieme al Senato, una delle due camere della Legislatura statale dell'Arizona. I suoi membri sono eletti per un mandato di due anni, con un limite di quattro mandati consecutivi (8 anni).
Ognuno dei 30 distretti legislativi dello Stato elegge due rappresentanti; questo sistema è utilizzato anche nella Camere dei rappresentanti di Washington, del Dakota del Nord e dell'Idaho, così come nell'Assemblea generale del New Jersey, ma rimane comunque un sistema meno comune rispetto ai tradizionali distretti uninominali. Ogni membro, per legge, rappresenta un distretto di almeno 172.000 persone.
La Camera si riunisce al Campidoglio di Phoenix.
Essa è diretta da uno Speaker, eletto dal caucus del partito di maggioranza insieme al leader della maggioranza, al vice-leader e al Whip di maggioranza; l'intera Camera procede poi alla conferma dello Speaker e del Chief Clerk della Camera.
Oltre a presiedere la Camera, tuttavia, lo Speaker occupa la posizione principale di leadership e controlla il lavoro del Parlamento e gli incarichi delle commissioni. Al di fuori dell'autorità legislativa, lo Speaker ha inoltre il potere di assumere, licenziare e modificare la retribuzione dei dipendenti. Egli ha piena autorità su tutte le spese caricate alla Camera dei rappresentanti, ed è il responsabile dell'approvazione dei conti di bilancio della Camera.
Il partito di minoranza seleziona un leader, un vice-leader e un Whip in un caucus chiuso.